# دهیار
دهیار به کسی گویند که از طرف شورای روستا مأمور اداره و نگاهداری یک روستا می‌شود. در گذشته مأمور اداره روستا دهبان یا کدخدا نامیده می‌شد. در حقیقت، دهیار همان شهردار روستا می‌باشد.
دهیار به انتخاب اکثریت اعضای شورای اسلامی روستا برای مدت ۴ سال جهت مدیریت روستا انتخاب و برای گزینش و صدور حکم انتصاب به بخشداری معرفی می‌گردد. انتخاب دهیار صرفاً توسط شورای اسلامی روستا انجام می‌گیرد.
دهیار را نباید با دهدار اشتباه گرفت، زیرا دهدار کسی است که ریاست اداره دهداری یک دهستان که شامل چندین روستا می‌شود را بر عهده دارد. همچنین دهدار نمایندهٔ دولت مرکزی و گماشتهٔ بخشدار می‌باشد. ولی دهیار با یک واسطه برگزیدهٔ مردم روستاست.

## وظایف دهیار
بر اساس ماده ۶۹ (اصلاحی ۶/۷/۱۳۸۲) قانون انتخابات شورای اسلامی شهر و روستا، دهیار به مدت چهار سال انتخاب و وظایف زیر را به عهده دارد:
- اجرای مصوبات شورای روستا.
- همکاری با نیروی انتظامی در خصوص اعلام وقوع جرایم، اجرای مقررات خدمت وظیفه عمومی، حفظ نظم عمومی و سعی در حل اختلافات محلی.
- اعلان فرمان‌ها و قوانین و مقررات عمومی.
- همکاری در حفظ و نگهداری تأسیسات عمومی و عمرانی و اموال و دارایی‌های روستا.
- همکاری با سازمان‌ها و نهادهای دولتی و ایجاد تسهیلات لازم در جهت ایفای وظایف آنان.
- مراقبت در اجرای مقررات بهداشتی و حفظ نظافت و ایجاد زمینه مناسب برای تأمین بهداشت محیط.
- همکاری با سازمان‌های ثبت احوال و اسناد در جهت ثبت وقایع چهارگانه سجلی و اسناد و املاک.
- همکاری با مسئولان ذی‌ربط در جهت حفظ، نگهداری و بهره‌برداری منابع طبیعی و میراث فرهنگی واقع در روستا.
- اجرای طرح‌های عمرانی و خدماتی در محدوده روستا در صورت آمادگی با تأیید کمیته برنامه‌ریزی شهرستان.
- تشکیل پرونده برای ایجاد بناها، تأسیسات و تفکیک اراضی در محدوده قانونی روستا و ارجاع به بخشداری جهت صدور مجوز.[۱][۲]

## ویژگی یک دهیار موفق
اگر بخواهیم مسیر روشن تری از وظایف یک دهیار موفق ترسیم نمائیم، ایشان بایستی ۶ گام اساسی را فراراه خویش قراردهند.
- دهیار باید وضعیت موجود روستا را کاملاً بشناسد.

در ابتدا دهیار بایستی از وضع موجود روستا شناخت کافی به عمل آورد که این شناخت در سه دسته کلی تنظیم می‌شود:
شناخت محیطی-کالبدی روستا (جاده‌ها کانال‌های آبیاری مدرسه درمانگاه زمین‌های مسکونی و کشاورزی و … به‌طور کلی هر روستا باید نقشه داشته باشد)
شناخت ویژگی‌های اجتماعی روستا (جمعیت روستا-مرد و زن و جوان و پیر-مهاجرت‌های فصلی و دائمی و گروه‌ها و احزاب روستا)
شناخت منابع درآمدی و فعالیت‌ها در روستا (فعالیتهای اقتصادی کشاورزی دامداری صنایع دستی و ماشینی کارخانه‌ها)
- دهیار باید مسائل و مشکلات و نیازهای روستا را بشناسد.
- دهیار باید با مشورت و نظرخواهی مردم مسائل و مشکلات و نیازها را اولویت بندی کند.
- دهیار با همکاری کمیته‌های متشکل از مردم و مسئولان راه حل‌های قابل اجرا را پیدا کند.
- از این راه حل‌ها بهینه‌ترین را انتخاب و منبع کسب درآمد اجرای آن را تعیین کند. باید مشخص شود که چقدر پول و از کجا باید تأمین شود و ریز حساب‌های مالی آن برآورد شود.
- در نهایت این تصمیمات با این برنامه گرفته شده‌است ولی اگر به اجرا نرسد هیچ فایده ای ندارد بنابراین مهم‌ترین مرحله اجرا است که به کمک مسئولان زیربط با توجه به ریز درامدها و هزینه‌های پروژه، این کار انجام می‌شود.[۳]

## جدول تقسیمات کشوری در ایران
| واحد تقسیمات کشوری | مسئول               | نهاد                  | نوع            | مرکز         |
| ------------------ | ------------------- | --------------------- | -------------- | ------------ |
| کشور               | وزیر کشور           | وزارت کشور            | دولتی          | پایتخت       |
| استان              | استاندار            | استانداری             | دولتی          | مرکز استان   |
| شهرستان            | فرماندار            | فرمانداری (ویژه)      | دولتی          | مرکز شهرستان |
| بخش                | بخشدار              | بخشداری               | دولتی          | مرکز بخش     |
| دهستان             | بخشدار (قبلاً دهدار) | بخشداری (قبلاً دهداری) | دولتی          | مرکز دهستان  |
| شهر                | شهردار              | شهرداری               | عمومی غیردولتی | –            |
| روستا              | دهیار               | دهیاری                | عمومی غیردولتی | –            |